# 3, rue des Mystères
3, rue des Mystères (et autres histoires) est une série de manga de Shigeru Mizuki, initialement parue au Japon en 1980.
Il s'agit de deux recueils de courtes histoires fantastiques, dont le thème est essentiellement centré autour du monde des fantômes et des yokaï.

## Fiche technique
- Édition française : Cornelius, Collection Paul
- Date de première publication : octobre 2006 - mars 2009
- Format : 21 x 15 cm
- 240 pages

- Tome 1  (ISBN 978-2-915492-26-2)
  1. 3, rue des Mystères
  2. La Porte de l'univers
  3. L'Ambroisie féline
  4. Moulin à yôkaï
  5. Les Crânes de l'oubli
  6. La Fille du dernier train
  7. Monstres Machikomi

- Tome 2  (ISBN 978-2-915492-26-2)
  1. Les premiers grains de riz
  2. Les insectes extra-terrestres
  3. Nekomata, le chat mutant
  4. Le gamin de la télé
  5. L'héritage
  6. L'histoire de l'ile
  7. Animalus economicus
  8. Une foule monstre
  9. La boule de cristal
  10. Un avenir porteur d'espoir
  11. Le combat d'une vie